# SN 2010bz
SN 2010bz – supernowa odkryta 19 marca 2010 roku w galaktyce A131830+4420. W momencie odkrycia miała maksymalną jasność 18,50m.